# Stéphane Fiset
Stéphane Fiset (* 17. Juni 1970 in Montreal, Québec) ist ein ehemaliger kanadischer Eishockeytorwart, der während seiner Karriere zwischen 1990 und 2002 für die Québec Nordiques bzw. Colorado Avalanche, Los Angeles Kings und Montréal Canadiens in der National Hockey League spielte.

## Karriere
Stéphane Fiset begann seine Karriere 1987 in der kanadischen Juniorenliga QMJHL bei den Victoriaville Tigres. Im NHL Entry Draft 1988 wurde er von den Québec Nordiques in der zweiten Runde an Position 24 ausgewählt. Er spielte die Saison 1988/89 noch in der QMJHL und wurde erhielt im Sommer 1989 die Trophée Jacques Plante als Torhüter mit dem besten Gegentordurchschnitt und wurde zum besten Torhüter der CHL gewählt.
Zu Beginn der Saison 1989/90 hatte er seine ersten sechs Einsätze in der NHL, die jedoch nicht sehr erfolgreich waren. Danach absolvierte er den Rest der Saison in der QMJHL.
Die Saison 1990/91 verbrachte er hauptsächlich in der AHL bei den Halifax Citadels, dem Farmteam der Nordiques. Dreimal kam er in der NHL zum Einsatz, aber er schaffte immer noch keinen Sieg. In den Jahren darauf kam er immer häufiger zum Einsatz. In der Saison 1993/94 war er zum ersten Mal die Nummer 1 bei den Québec Nordiques. Und 1994/95 führte er sie in die Playoffs.
Im Sommer 1995 zogen die Québec Nordiques nach Colorado um nannten sich fortan Colorado Avalanche. Fiset ging mit nach Colorado und begann die Saison als Stammtorhüter, doch im Dezember wurde mit Patrick Roy ein absoluter Superstar verpflichtet, der natürlich die Position als Nummer 1 beanspruchte. Beide teilten sich diesen Posten, aber in den Playoffs setzte man auf Patrick Roy, der die Avalanches zum Stanley-Cup-Sieg führte.
Im Juni 1996 wurde Fiset zu den Los Angeles Kings transferiert. In der ersten Saison teilte er sich den Stammplatz im Tor mit Byron Dafoe. Doch in der Saison 1997/98 wurde er die alleinige Nummer 1. Allerdings fiel er immer wieder wegen Verletzungen aus, weshalb er viel weniger Spiele absolvierte, als andere Stammtorhüter. 1999/2000 teilte er sich den Platz im Tor mit Jamie Storr. In der darauf folgenden Saison verletzte sich Fiset und konnte längere Zeit nicht spielen. In der Zeit verpflichtete das Team mit Félix Potvin einen erfahrenen Torhüter.
In der Saison 2001/02 setzten die Kings auf Storr und Potvin als Torhütergespann, Fiset kam nur noch beim Farmteam in der AHL zum Einsatz. Im März 2002 wurde er zu den Montréal Canadiens transferiert, wo er noch zweimal eingesetzt wurde.
Im September 2002 gab Stéphane Fiset sein Karriereende bekannt.

## Erfolge und Auszeichnungen
| - 1989 Trophée Jacques Plante - 1989 CHL Goaltender of the Year - 1989 LHJMQ First All-Star Team | - 1990 Trophée Paul Dumont - 1996 Stanley-Cup-Gewinn mit der Colorado Avalanche |

### International
- 1990 Goldmedaille bei der Junioren-Weltmeisterschaft
- 1990 All-Star-Team der Junioren-Weltmeisterschaft
- 1990 Bester Torwart der Junioren-Weltmeisterschaft
- 1994 Goldmedaille bei der Weltmeisterschaft